# Comté de Stewart (Tennessee)
Pour les articles homonymes, voir Comté de Stewart.
Le comté de Stewart est un comté de l'État du Tennessee, aux États-Unis.